# Combourg
Combourg, anche italianizzato come Combourgo; è un comune francese di 5 729 abitanti situato nel dipartimento dell'Ille-et-Vilaine nella regione della Bretagna.

## Monumenti e luoghi d'interesse
- Castello di Combourg

## Società

### Evoluzione demografica
Abitanti censiti

## Amministrazione

### Gemellaggi
- Waldmünchen, Germania